# 東海大学付属高輪台高等学校・中等部
東海大学付属高輪台高等学校・中等部（とうかいだいがくふぞくたかなわだいこうとうがっこう・ちゅうとうぶ）は、東京都港区高輪二丁目に所在し、中高一貫教育を提供する東海大学付属私立中学校・高等学校。
高等学校において、中等部から入学した内部進学の生徒と高等学校から入学した外部進学の生徒との間では、第1学年から混合してクラスを編成する併設型中高一貫校である。
また東海大学の付属高等学校としては、全14校中最古の歴史を持つ高等学校である。
もともとは山本権兵衛元内閣総理大臣の自邸の敷地であった。また、東海大学高輪キャンパスが隣接しており建学祭の出展等で交流がある。校名の「高輪台」という名の通り、学校自体が台地の上にあるため緩やかな坂を上って登校する。

## 沿革
- 1937年 - 財団法人電気通信工業学校設立。
- 1942年 - 学校法人東海大学の前身となる財団法人国防理工学園設立。
- 1943年 - 航空科学専門学校開校。
- 1944年 - 財団法人国防理工学園が電波兵器技術養成所を開設。財団法人電気通信工業学校に電気通信工業学校が、財団法人国防理工学園が電波科学専門学校を開校（電波工業学校を併設）。財団法人国防理工学園に財団法人電気通信工業学校（電気通信工学校）を合併
- 1945年 - 財団法人国防理工学園を財団法人東海学園と改称。航空科学専門学校と電波科学専門学校を合併し、東海専門学校と改称。電気通信工学校と電波工業学校を合併し、東海工業学校と改称。電波兵器技術練成所を閉鎖。東海専門学校を東海科学専門学校と改称
- 1947年 - 新学制施行による東海中学校開校
- 1948年 - 新学制施行により、東海工業学校を東海高等学校と改称（電気通信科）
- 1952年 - 東海高等学校を東海電波高等学校と改称
- 1954年 - 東海中学校廃止
- 1957年 - 東海電波高等学校に電子科設置
- 1960年 - 計測科、原子科設置
- 1963年 - 普通科設置
- 1965年 - 学校法人東海大学より分離し、学校法人東海高輪学園による運営となる
- 1968年 - 東海電波高等学校を東海大学高輪台高等学校に改称
- 1987年 - 電気通信科、電子科、計測科、原子科を電子通信科、情報理数科に改編
- 1990年 - 東海大学付属高輪台高等学校に改称。学校法人東海大学に学校法人東海高輪学園合併
- 1992年 - 電子通信科を生徒募集停止
- 1996年 - 東海大学付属高輪台高等学校の情報理数科を生徒募集停止。新校舎建設に伴い仮移転。1957年から1971年にかけて建設されたすべての旧校舎を解体
- 1998年 - 男女共学化。新校舎竣工。創立55周年記念式典を挙行
- 1999年 - 二学期制を導入
- 2001年 - 東海大学付属高輪台高等学校の電子通信科、情報数理科、定時制課程を廃止
- 2002年 - さいたま新都心に総合グラウンド開設
- 2004年 - 総合グランドにクラブハウス竣工。高校が文部科学省より「スーパーサイエンスハイスクール」の指定を受ける。創立60周年記念式典・祝賀会を開催
- 2005年 - 総合グラウンド2期工事として野球場のネットフェンスを17mに上げ、照明設備を設置、屋外に変電設備設置、井水散水設備完成。中等部設置委員会発足
- 2006年 - 総合グラウンドに全天候型・ナイター完備のテニスコート、移動式ラグビーポール、サブグラウンド(跳躍競技用砂場、ブルペン)、野球場外野ネットフェンス、ダックアウト、カウントボード、スコアーボード完成
- 2007年 - 総合グラウンドサッカー場外部フェンス、排水用側溝完成。中等部開校。アクティブボード(電子黒板)を中等部2教室、化学、生物実験室に設置。高校が「スーパーサイエンスハイスクール」に5年間の継続新規指定を受ける
- 2008年 - アクティブボード(電子黒板)全普通教室、物理実験室、第一会議室、移動用を配備。総合グラウンド（サッカー・ラグビー・陸上競技・ラグビー場）の整地作業、外周の除草作業
- 2012年 - 文部科学省より第3期「スーパーサイエンスハイスクール (SSH)」の5年間の継続新規指定を受ける。

## 交通
出典 : 
電車
| 路線名               | 最寄り駅           | 出口 | 徒歩所要時間 |
| -------------------- | ------------------ | ---- | ------------ |
| 都営三田線           | 白金高輪駅         | 1番  | 6分          |
| 都営浅草線           | 泉岳寺駅           | A3   | 7分          |
| JR山手線・京浜東北線 | 高輪ゲートウェイ駅 | 北口 | 12分         |

バス
| 運行事業者       | 乗車駅     | 系統       | 下車停留所              |
| ---------------- | ---------- | ---------- | ----------------------- |
| フジエクスプレス | 品川駅     | 高輪ルート | 「高輪二丁目」          |
| 都営バス         | 新宿駅西口 | 品97       | 「高輪二丁目」          |
| 都営バス         | 五反田駅   | 反96       | 「高輪一丁目」、徒歩4分 |
| 都営バス         | 目黒駅     | 品93       | ｢高輪警察署前｣、徒歩5分 |

## 設備
- 地上6階・地下3階の合計9フロアを有し、校舎が立派な外観であることもあり、この点でも非常に人気が高い。
- 校舎からは、レインボーブリッジや東京タワーが見渡せる[3]。
- エレベーターが備わっている。これは生徒が自由に使用することができる。
- 全館冷暖房完備で、各階にコミュニケーションホールを設けている。
- コンピュータールームを地下2階に1部屋、地上3階に2部屋の合計3部屋有していたが、全校生徒数の増加対応措置として改装され、その代換として2015年度からMicrosoft Surface計650台が学校側で導入された。また2019年度入学生から、1人1台個人購入が基本となった。
- 地下2階には自動販売機ある。また、同階には売店とカフェテリア（食堂）がある。
- 2008年より全教室に電子黒板を設置し、インターネットやDVDなども見られる。授業でそれらを副教材的な位置付けで使用する教師の方が多かったがここ数年で急激に電子黒板へ移行されている。

### 総合グラウンド
- 2004年にさいたま新都心駅付近（さいたま市浦和区大原5丁目4番）に、東京ドームの約2.5倍の広さを誇るグラウンドが開設。全天候型テニス場・野球場・サッカー場、クラブハウス等があり、また、ナイター設備を備えており暗くなってきても練習することが可能である。
- 以前は、総合グラウンドは地質的に水はけが非常に悪く、雨が降った翌日にも使用するのが困難となるため授業や体育祭が延期・中止になることもしばしばあった。しかし、水はけを改善するための工事が完了したため、多少の雨なら翌日にも使用可能になった。平日は、学校からバスで送迎を行っている。体育祭やスポーツ大会、生徒間では通称「外体育」（週に2～3単位ある体育であるにもかかわらず、これらは年に数回しか行われない為、普段は体育館やその上で行われる日常の体育と区別する生徒が多い。）と称される体育の屋外授業もここで開催される。学校から部活や行事などで移動する場合は、バス移動になることが多く移動で1〜2時間ほどかかる。

## 部活動
- 毎年、卒業生の約90％が東海大学に進学しており部活動との両立がしやすいとされる。

- 吹奏楽部は全国的に有名であり、2002年に全日本吹奏楽コンクールへ初出場で金賞受賞。2018年時点で13回出場、うち8回金賞受賞の記録を打ち立てているため看板部活とされている。他にも、全日本高等学校選抜吹奏楽大会で2004年にグランプリ受賞、全日本高等学校吹奏楽大会in横浜で2019年に優勝、準優勝5回、日本管楽合奏コンテスト高校Ｂ部門で2001年、2003年、2004年に最優秀グランプリ、全日本ブラスシンフォニーコンクールで2022年に準優勝を獲得している。

- サッカー部は2009年に行われたインターハイ（高校総体）に出場を果たすが、東北の強豪、青森山田高に2-4で敗れている。2016年にも２回目のインターハイ出場を果たしている。

- 野球部は2008年と2017年に夏の東東京大会の決勝進出、2015年には選抜高校野球大会の21世紀枠推薦校（秋の都大会でベスト４）として東京都から推薦されるなど健闘している。夏の大会の決勝戦では、2008年には関東第一高に5-11で、2017年では二松学舎大附属高に1-9で敗れ、甲子園初出場の夢は叶わなかった。なお、2010年に東海大市原望洋が甲子園に出場したことにより、硬式野球部のない東海大望星を除き、東海大系列13校の中で、春夏通じて唯一の甲子園未出場の学校となっている。
- 各部活動も非常に盛んで、ダンス部は全国大会上位進出の常連であり、ここ最近では、柔道部が全国高等学校柔道選手権・関東大会出場、剣道部が関東大会出場、スキー部がインターハイ（高校総体）・国体・関東大会出場をそれぞれ果たしている。さらに、近年活躍の目立つゴルフ部は、2015〜17年、毎年東京代表として、関東高校ゴルフ選手権決勝大会に進んでいる。特に団体戦は2大会連続、個人戦は5大会で連続出場を果たしている。 2017年夏季東京都選手権においても、個人戦は1位タイ準優勝と4位に、団体戦も石川遼を輩出した10年連続全国大会に出場中の強豪杉並学院に続き準優勝している。

## 剛健旅行
- 中等部は15.8km（雨天時は、10.7km）、高校男子は39.7km（雨天時は、30.6km）、高校女子は27.0km（雨天時は、21.9km）を歩く行事で、年1回開催される。中等部男女・高校女子は昼間に開始される。そして、高校男子は夕方から歩き始め、夜中の山中を歩き通す（部活動によっては走る）ことで完踏したことになる。

## 高校関係者と組織

### 高校関係者一覧

#### 出身者

##### 野球
- 小島圭市
- 日高拓海

##### サッカー
- 田代真一
- 武井成豪
- 横山歩夢
- 小林陸玖
- 寺沼星文

##### 芸能
- 大竹一樹
- 三村マサカズ
- 関町知弘
- 田所仁
- 大田賢二
- 角田晃広
- 池田秀一
- 折本欣也
- 城戸口寛
- 佐藤善雄
- 坂上忍※中退

##### その他
- 芹澤孝悦（実業家、アーバンファーミング(都市農)プロデューサー、プランティオ株式会社代表取締役CEO）
- 米津等史（政治家）
- 中井りん（格闘技)
- 門馬秀貴（総合格闘家、プロレスラー）

#### 教職員・関係者
- 大八木治（野球部元部長）